# Micrathyria mengeri
Micrathyria mengeri is een libellensoort uit de familie van de korenbouten (Libellulidae), onderorde echte libellen (Anisoptera).
De wetenschappelijke naam Micrathyria mengeri is voor het eerst geldig gepubliceerd in 1919 door Ris.